# Pilotrichum jamesonii
Pilotrichum jamesonii là một loài rêu trong họ Pilotrichaceae. Loài này được (Taylor) Müll. Hal. mô tả khoa học đầu tiên năm 1851.